# Собака Геркулеса, открывающая пурпур
«Собака Геркулеса, открывающая пурпур» или «Открытие пурпура собакой Геркулеса» — картина фламандского художника Питера Пауля Рубенса, написанная маслом на дереве около 1636 года, на закате карьеры художника. На ней изображён мифический сюжет об открытии тирского пурпура Геркулесом и его собакой. Работа была одним из десятков набросков маслом на панно, сделанных Рубенсом для украшения Торре-де-ла-Парады в Испании. Законченная картина, основанная на эскизе Рубенса, была создана Теодором ван Тюльденом в 1636—1638 годах и ныне хранится в музее Прадо.

## Описание

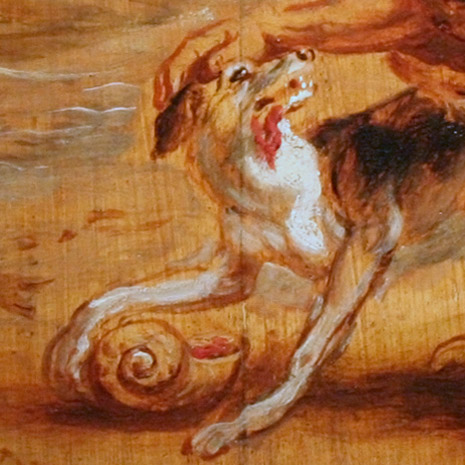
Деталь, показывающая собаку с тем, что представляется наутилусом, а не моллюском Bolinus brandaris

На картине изображена сцена из мифа о происхождении в «Ономастиконе» (энциклопедии, похожей на тезаурус) Юлия Поллукса, греко-римского софиста II века. В рассказе Юлия Поллукса Геркулес с собакой шёл по пляжу, ухаживая за нимфой по имени Тиро. Собака укусила морскую улитку, и её кровь окрасила пасть собаки в тирский пурпур. Увидев это, нимфа потребовала платье того же цвета. Так миф объясняет открытие пурпурной краски. В некоторых древних источниках в этом мифе фигурирует Мелькарт, тирское божество, отождествлявшееся с Гераклом.
На картине Рубенса, изображающей эту историю, представлены Геркулес и собака на пляже с запятнанной пастью. Хотя улитка согласно мифу должна была быть Bolinus brandaris, разновидностью улитки, из которой добывался тирский пурпур, Рубенс вместо неё изобразил большую гладкую раковину, напоминающую наутилус.

## Контекст
Эскиз Рубенса был сделан для картины, которая должна была стать частью цикла картин с Геркулесом, которые он писал для Габсбургов, правивших тогда в Испании. Она должна была украсить Торре-де-ла-Параду, охотничий домик. Картины цикла содержат аллегорические ссылки на Габсбургов и богатство, которое они получили от завоевания Перу.
«Королевский пурпур», миф о происхождении которого изображена на этой картине, использовался для одежды императоров, и ко времени Рубенса он стал стандартным элементом изображения королевской власти и божества. Изображая сцену путешествия Геракла в Финикию, картина также отсылает к традиционному предостережению, приписываемому финикийцам, оставаться в пределах Геркулесовых столбов и к собственному переходу Габсбургов за этот предел.

## Место хранения и связанные работы
Эскиз Рубенса хранится в Музее Бонна в Байонне и является одной из нескольких работ на геркулесову тематику в этом музее. К ним относятся рисунок Геркулеса, убивающего Лернейскую гидру итальянского художника эпохи Возрождения Пьеро ди Козимо и картину Шарля Лебрена около 1639—1641 годов с Геркулесом, убивающим Диомеда.
Джорджо Вазари также писал на ту же тему с аналогичным подтекстом, ссылаясь на богатство своего покровителя Франческо I Медичи, великого герцога Тосканы. Его работа хранится в Студиоло Франческо I Палаццо Веккьо во Флоренции.
Картина, основанная на эскизе Рубенса, была написана Теодором ван Тюльденом, и ныне является частью собрания Прадо.